# René Quillivic (graveur)
Pour les articles homonymes, voir René Quillivic.
René Quillivic, né le 30 avril 1925 à Carpentras et mort le 20 juillet 2016 à Boulogne-Billancourt, est un graveur, médailleur et sculpteur français.
Il est connu notamment pour avoir gravé plus de 250 timbres-poste depuis 1970.

## Biographie
Fils du sculpteur et graveur René Quillivic et d'une mère artiste peintre, René Quillivic entre à l'École des beaux-arts de Paris en 1947 dans l'atelier de Jean Dupas. Il y apprend la gravure, et découvre celle des timbres-poste à l'atelier de Robert Cami, ainsi que celle des médailles dans celui d'Henri Dropsy. En 1948, il réalise Île de Sein, sa première médaille pour la Monnaie de Paris. Il suit également l'enseignement du peintre Fernand Léger, qu'il rencontre en 1948.
Il obtient le second grand prix de Rome de gravure en taille-douce en 1950. Albert Decaris, alors membre du jury de ce prix et jugeant que cette école est trop classique par rapport aux premières œuvres de Quillivic, lui conseille d'être pensionnaire de la Casa de Velázquez à Madrid, ce qu'il sera de 1952 à 1954,.
Le 6 juillet 1956, il épouse sa condisciple de l'École des beaux-arts, la décoratrice, artiste peintre et médailleuse Claudine Béréchel (1925-2011) qui lui donnera un fils, Armel Quillivic, avec lequel elle réalisera l'épée de membre de l'Institut de France de son mari.
Après ce séjour en Espagne et pendant les années 1960-1970, il vit de ses arts. Il crée des médailles pour la Monnaie de Paris de 1962 à 1984. Il se consacre également à l'architecture monumentale avant que la crise économique des années 1970 ne ralentissent cette activité.
Pensant devenir maquettiste et dessinateur de timbres plutôt que graveur d'aussi petit format, Quillivic se présente au siège des PTT, boulevard Brune à Paris, avec deux maquettes de timbres-poste de France. Il réussit un essai de gravure d'une maquette à l'effigie de Marc Chagall. Il grave son premier timbre-poste émis en 1970 pour Monaco. Invité au Salon philatélique d'automne dès 1969 grâce à ce timbre, il remporte le prix Jean Goujon de gravure. Il est embauché au Bureau d'études des postes et télécommunications d'outre-mer (BEPTOM) sous la direction du graveur Jean Miermont. Suivent des timbres pour des pays d'Afrique francophone et des territoires d'outre-mer français.
En 1973, à l'aide d'un séjour au Havre, il dessine des maquettes pour un projet de premier timbre de France sur l'écluse François Ier. On lui commande la gravure de l'une d'entre elles, mais c'est le dessin de Pierre Forget qui est finalement retenu. L'année suivante est émis son premier timbre de France sur le thème de Saint-Nicolas-de-Port.
Au cours de sa carrière philatélique, il préfère graver uniquement ses dessins, estimant qu'il exprime son art à travers les deux ensembles.
Élu membre de l'Académie des beaux-arts dans la section IV de gravure, il siège à partir du 18 octobre 1995 au fauteuil qui fut occupé par Oscar Roty, créateur de la Semeuse, puis par André Jacquemin. Il dessine et grave le timbre du bicentenaire de l'Institut de France, émis en 1995.
Parmi ses œuvres personnelles, il illustre de gravures des poèmes qu'il compose.

## Œuvres

### Sculpture
- Paris, caserne Kellermann de la Garde républicaine : bas-relief en marbre.
- Sèvres, mur du Grand Cèdre : bas-reliefs en béton moulé[8].

### Timbre postal
- Basilique de Saint-Nicolas-de-Port - Meurthe-et-Moselle, France, 14 octobre 1974, dessiné et gravé par Quillivic.
- Nouveau siège de l'UPU, Monaco, dessiné par Bernard Minne, 1970, gravé par Quillivic.

### Écrits
- Alain Valtat (préf. René Quillivic, introduction:Mickaël Compagnion), Catalogue Raisonné du Peintre Geoffroy Dauvergne (1922-1977), Sceaux, Lévaña (auto-édition), 1996, 483 p. (OCLC 463998037, BNF 35857851).

## Expositions
- 1997 : Renée Quillivic père et fils, et Claudine Béréchel au musée de la Faïence de Quimper.
- 2010 : Plouhinec, exposition collective, trente panneaux de timbres dessinés et gravés par René Quillivic.

## Décorations
- Officier de l'ordre des Arts et des Lettres Il est promu à titre posthume au grade d’officier le 13 septembre 2016[9].
- Chevalier de l'ordre national du Mérite